# Sully (Iowa)
Pour les articles homonymes, voir Sully.
Sully est une ville du  comté de Jasper, en Iowa, aux États-Unis. Elle est fondée en 1882 et incorporée le 23 février 1901.

## Source de la traduction
- (en) Cet article est partiellement ou en totalité issu de l’article de Wikipédia en anglais intitulé « Sully, Iowa » (voir la liste des auteurs).